# Encephalartos tegulaneus
Encephalartos tegulaneus — вид голонасінних рослин класу саговникоподібні (Cycadopsida).
Етимологія: лат. tegula — «плитка», посилаючись на мікроспорофіли, що перекриваються й нагадують черепицю.

## Опис
Рослини деревовиді; стовбур 10 м заввишки, 60 см діаметром. Листки 120—180 см завдовжки, світло- або яскраво-зелені або синьо-зелені, напівглянсові; хребет зелений, прямий, жорсткий; черешок прямий, з більш ніж 12 колючками. Листові фрагменти ланцетні; середні — 16–22 см завдовжки, 16–28 мм завширшки. Пилкові шишки 3–6, вузькояйцевиді, зелені або жовті, довжиною 35–50 см, 10–14 см діаметром. Насіннєві шишки 3–6, яйцеподібні, зелені або жовті, довжиною 40–70 см, 25–30 см діаметром. Насіння довгасте, завдовжки 30–37 мм, шириною 20–23 мм, саркотеста червона.

## Поширення, екологія
Цей вид є ендеміком Кенії. Рослини відбуваються в Східній провінції у Ембу і на Matthews хребта в провінції Рифт-Валлі. Походить від 1400 до 2300 м над рівнем моря. Цей вид зустрічається в скелястих місцях і на крутих гірських схилах в густих заростях і густому сухому лісі.

## Загрози та охорона
Цей вид у безпеці в більшості ареалу. Один регіон знаходиться під загрозою через надмірне збирання для декоративних цілей і традиційно видовбані стовбури використовуються як корита для пиття великої рогатої худоби. Зразки знаходяться в Namunyak Wildlife Conservation Trust, який є проектом розвитку сільських громад.